# Carex pumila
Carex pumila är en halvgräsart som beskrevs av Carl Peter Thunberg. Carex pumila ingår i släktet starrar, och familjen halvgräs. Inga underarter finns listade i Catalogue of Life.